# Misioneras Clarisas del Santísimo Sacramento
La congregación Misioneras Clarisas del Santísimo Sacramento (MCSS), es una congregación religiosa fundada el 23 de agosto de 1945, en Cuernavaca, México; por la madre María Inés Teresa Arias.
Teniendo como lema "Él debe reinar"; actualmente son aproximadamente 700 misioneras esparcidas por todo el mundo.[cita requerida]
Tienen sedes en México, Estados Unidos, Irlanda, España, Japón, Corea, África, Indonesia, Rusia, Italia , Costa Rica y Argentina.

## Historia
Doce años después de que la madre María Inés Teresa Arias ingresara al monasterio de Clarisas del Ave María, en 1945, con la aprobación de sus superioras y de la autoridad eclesiástica, sale a fundar la Congregación de Misioneras Clarisas del Santísimo Sacramento, en Cuernavaca, Morelos; la cual, el 22 de junio de 1951, recibió de la Santa Sede la Aprobación Pontificia. La Madre María Inés Teresa fue nombrada primera Superiora General, Servicio que desempeñó hasta su muerte.
Con el tiempo la fundación creció estableciendo misiones en Japón, Indonesia, Sierra Leona, Nigeria, Costa Rica, Estados Unidos, México, Italia, España, Irlanda, Argentina, Rusia, Alemania, Corea y la India.

## Apostolados de la congregación
- Clínicas y dispensarios

- Catequesis

- kinder y guardería

- Colegios

- Casa de ejercicios espirituales y peregrinos.

## Su labor en Costa Rica
Colegio Santa María de Guadalupe
Trabajaron en la formación de los estudiantes del Colegio Santa Maria de Guadalupe, junto al fundador Delio Arguedas Argüello.
Dentro de las misioneras Clarisas que laboraron el Colegio Santa María de Guadalupe se encuentran:
- Hna. Concepción Torres Bravo
- Hna. María Inés Teresa Arias
- Hna. Guadalupe Morales
- Hna. Gloria Aroche

## Escudo
La formación del escudo de las misioneras clarisas consiste en un cuadro dividido en 5 campos. El primero, en la esquina superior izquierda, se encuentran 3 espigas de trigo sobre un fondo rojo que simbolizan a Jesús de Nazaret, mientras que a la derecha se encuentra una estrella y una flor que hacen referencia a María en un fondo azul; en la parte baja, a la izquierda, se encuentra una lámpara de aceite que representa a las misioneras sobre un fondo azul, y a la derecha se encuentra una lira que representa alegría. El último campo se ubica en el centro, donde hay un mundo envuelto en una cruz, que significa el ofrecimiento de los misioneros. Sobre el cuadro se encuentra la frase Oportet illum regnare, que en latín significa Urge que Él reine, así como tres rosas por debajo que hacen mención a las Virtudes teologales.